# AMC Networks International Southern Europe
AMC Networks International Southern Europe (zuvor benannt AMC Networks International Iberia) ging am 8. Juli 2014 aus Chello Multicanal hervor. Das Medienunternehmen ist ein Tochterunternehmen von AMC Networks International.
Es betreibt in Spanien, Portugal, Frankreich und Italien unter anderem 19 PayTV-Sender, 3 in 4K.

## PayTV-Sender von AMC Networks International Southern Europe
- AMC (ehemals Canal MGM)
- AMC Break (ehemals Bio, A&E und Blaze)
- AMC Crime (ehemals Crimen + Investigación)
- Blast (Joint Venture mit NOS)
- ¡Buen Viaje!
- Canal Cocina
- Canal Hollywood (Joint Venture mit NOS)
- Casa e Cozinha (Joint Venture mit NOS)
- Dark (ehemals Buzz Rojo)
- Decasa
- Canal de Historia
- Odisea/Odisseia
- Canal Panda (Joint Venture mit NOS)
- Biggs (Joint Venture mit NOS)
- Panda Kids (Joint Venture mit NOS)
- Selekt
- Sol Música
- Somos
- SundanceTV (ehemals Cinematk)
- VinTV (ehemals EnFamilia)
- XTRM